# DJ Drama
DJ Drama, pseudonimo di Tyree Cinque Simmons (Filadelfia, 22 aprile 1978), è un disc jockey e produttore discografico statunitense.

## Biografia
Ha collaborato con tantissimi esponenti del mondo hip hop statunitense, in particolare ha lavorato con T.I. e Lil Wayne per diversi mixtape, ma anche con OutKast, Snoop Dogg, Chris Brown, Fabolous, Wiz Khalifa, Akon, Diddy, Twista, Nelly, Big Boi, Trey Songz, 2 Chainz, Big Sean, Ludacris, Young Jeezy, Tyga, Tyler, the Creator, Kid Cudi.

## Discografia parziale

### Album in studio
- 2007 - Gangsta Grillz: The Album
- 2009 - Gangsta Grillz: The Album (Vol. 2)
- 2011 - Third Power
- 2012 - Quality Street Music
- 2016 - Quality Street Music 2